# Приватна власність

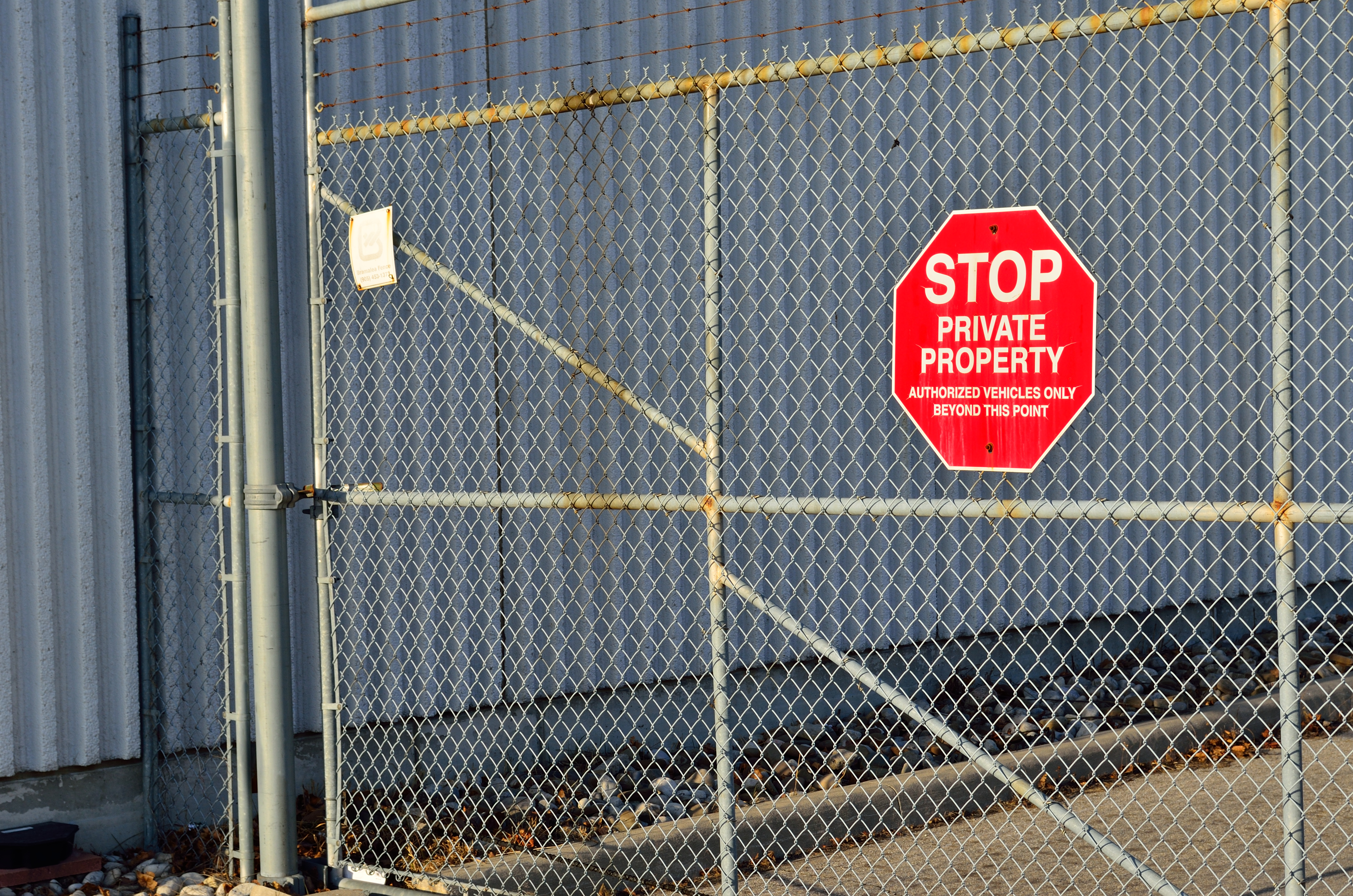
Ворота зі знаком «приватна власність»

Приватна власність — одна з форм власності, яку розуміють як абсолютне, захищене законом право фізичної або юридичної особи, чи групи осіб на об'єкт власності: продукти праці, засоби виробництва, гроші та цінні папери, інше рухоме та нерухоме майно тощо. Приватна власність на засоби виробництва є однією із основоположних факторів переходу країни до ринкової економіки.

## Форми приватної власності
Основні форми приватної власності:
- Індивідуальна — право на об'єкт власності належить одній людині чи сім'ї:
  - одноосібна
  - сімейна
- Колективна — право на об'єкт власності належить групі осіб:
  - партнерська
  - корпоративна — колективне володіння здійснює колектив людей, склад якого постійно змінюється
    - акціонерна

Також розрізняють:
- трудову приватну власність — власник сам є трудівником і не застосовує найману працю
- капіталістичну приватну власність — власник застосовує найману працю

### Характеристики форм власності
Індивідуально-трудову приватну власність характеризує те, що для господарської діяльності громадянин використовує власні засоби виробництва та свою робочу силу. Якщо для господарської діяльності використовується праця членів сім'ї, така власність є сімейно-трудовою приватною. Індивідуальний власник може застосовувати для господарської діяльності працю найманих робітників, така власність є індивідуально-капіталістична приватна.
Партнерську приватну власність характеризує те, що кілька фізичних чи юридичних осіб, які домовляються про об'єднання своїх капіталів або майна та спосіб управління ним з метою здійснення спільної підприємницької діяльності.
Корпоративну (акціонерну) приватну власність характеризує те, що капітал утворюється через випуск і продаж акцій; об'єктом власності крім капіталу є й інше майно, яке набувається в результаті господарської діяльності — така форма поєднує приватну власність і колективне її використання.
Межі між приватною і суспільною формами власності досить рухомі через різноспрямовані процеси:
- націоналізації
- роздержавлення (приватизації)

## Приватний сектор
Сектор економіки, в якому економічна діяльність заснована на приватній власності на засоби виробництва.
Приватний сектор в макроекономіці — модель приватної економіки без втручання держави, в якій взаємодіють тільки сектор домогосподарств (споживачі благ, постачальники ресурсів) і сектор фірм (виробники благ, споживачі ресурсів).